# NetStumbler
NetStumbler (também conhecido por Network Stumbler) é uma scanner para o Windows usado na detecção de redes wireless que usem as normas 802.11b, 802.11a e 802.11g. Pode ser integrado com GPS e imagens de mapas